# Apsley Falls
Apsley Falls är ett vattenfall i Australien. Det ligger i delstaten New South Wales, i den sydöstra delen av landet, omkring 320 kilometer norr om delstatshuvudstaden Sydney.
Trakten runt Apsley Falls är nära nog obefolkad, med mindre än två invånare per kvadratkilometer.. Närmaste större samhälle är Walcha, omkring 18 kilometer nordväst om Apsley Falls.
Trakten runt Apsley Falls består i huvudsak av gräsmarker. Genomsnittlig årsnederbörd är 1 518 millimeter. Den regnigaste månaden är februari, med i genomsnitt 280 mm nederbörd, och den torraste är oktober, med 27 mm nederbörd.